# António dos Santos Viegas Júnior
António dos Santos Viegas Júnior (Coimbra, 6 de maio de 1870 — Lisboa, 1 de março de 1949) foi um oficial de Engenharia do Exército Português e político, que, entre outras funções de relevo, foi Ministro das Finanças do 15.º governo republicano, em funções de 11 de dezembro de 1917 a 7 de março de 1918, e procurador à Câmara Corporativa nas I Legislatura (1935-1938) e II Legislatura (1938-1942) da Assembleia Nacional do Estado Novo.

## Biografia
Nasceu em Coimbra, filho de Maria Francisca de Vasconcelos Carreira e de António dos Santos Viegas, lente catedrático da Faculdade de Filosofia da Universidade de Coimbra, de que foi reitor. Após estudos preparatório em Coimbra, licenciou-se em Filosofia e Matemática pela Universidade de Coimbra. Assentou praça em 1888 como voluntário no Exército e concluiu o curso de engenharia militar da Escola do Exército, sendo promovido a alferes em 1894, a tenente em 1896, a capitão em 1904, a major graduado em 1915, a tenente-coronel graduado em 1918 e a coronel em 1920, passando à situação de reserva por limite de idade em 1929 e à reforma em 1940.
Em 1895 e 1896 integrou a expedição militar a Moçambique, participando na operação que levou ao aprisionamento de Gungunhana.
De 1900 a 1904 exerce as funções de secretário da Comissão Militar dos Caminhos de Ferro e em 1907 passou em comissão de serviço para o Ministério das Obras Públicas, Comércio e Indústria, com as funções de inspetor superior das Obras Públicas e vogal do Conselho Superior de Obras Públicas.
Em 1914 foi nomeado chefe de brigada dos Caminhos de Ferro e chefe da Divisão de Exploração da Companhia dos Caminhos de Ferro Portugueses, onde depois foi subdiretor até 1919.
Na sequência da crise de 1930, em fins de Janeiro de 1931, o governador do Banco Nacional Ultramarino (BNU), João Ulrich, e os restantes administradores demitiram-se, o que leva à intervenção do Ministério das Finanças no BNU, nomeando em 11 de fevereiro de 1931 um conselho administrativo, presidido por António dos Santos Viegas, como comissário do Governo, tendo como membros Quirino Avelino de Jesus, Jaime da Fonseca Monteiro, Júlio Schmidt, Artur Meneses de Correia e Sá, Francisco José Correia Machado, João Batista de Araújo, Carlos Soares Branco e José Gabriel Pinto Coelho. António dos Santos Viegas manteve-se como presidente do conselho administrativo do BNU até falecer. Foi paralelamente administrador-delegado da Companhia de Cervejas Estrela.
No campo político, foi procurador à Câmara Corporativa, por designação do Conselho Corporativo, na I Legislatura (1935-1938) da Assembleia Nacional do Estado Novo, integrando a secção de «Obras públicas e comunicações». Manteve-se na II Legislatura (1938-1942), também na secção de «Obras públicas e comunicações».